# Карамышев, Лутфулла Гибадуллович
Карамышев, Лутфулла Гибадуллович (22 октября 1917 года — 27 марта 1985 года) — председатель исполкома Хайбуллинского райсовета депутатов трудящихся, Герой Социалистического Труда. Участник Великой Отечественной войны.

## Биография
Лутфулла Гибадуллович Карамышев родился 22 октября 1917 года в д. Юмаково ныне Мелеузовского района Республики Башкортостан. Образование — среднее специальное, в 1936 г. окончил Стерлитамакский политпросвет-техникум.
Трудовую деятельность начал в августе 1936 г. инспектором школ Бурзянского РОНО Башкирской АССР. В мае 1938 г. переведен в Башнаркомпрос. В сентябре 1938 г. призван в ряды Красной Армии, участвовал в Великой Отечественной войне 1941—1945 гг. После демобилизации с марта 1946 г. по август 1947 г. работал инструктором организационного отдела Воскресенского райкома ВКП(б) Башкирской АССР. В 1947—1949 гг. учился в Уфимской областной партийной школе. В июле 1949 г. избран секретарем, в апреле 1951 г. — вторым секретарем Кугарчинского райкома ВКП(б). В сентябре 1951 г. избран вторым секретарем Хайбуллинского райкома ВКП(б). С 1954 г. — председатель исполкома Хайбуллинского райсовета депутатов трудящихся.
За период работы Л. Г. Карамышева в Хайбуллинском районе было освоено 70 тысяч целинных и задежных земель. В 1956 г. колхозы и совхозы района своевременно провели уборку урожая на площади 133 681 гектар и в среднем собрали с гектара по 15,1 центнера зерна.
За особые заслуги в освоении целинных и залежных земель, проведении уборки урожая и хлебозаготовок в 1956 г. Указом Президиума Верховного Совета СССР от 11 января 1957 г. Л. Г. Карамышеву присвоено звание Героя Социалистического Труда.
В марте 1959 г. утвержден председателем исполкома Учалинского райсовета. С1961 г. работал начальником отдела кадров, в 1963—1968 гг. — инженером Салаватского машиностроительного завода.
Депутат Верховного Совета Башкирской АССР пятого созыва (1959—1963).
Скончался 27 марта 1985 года.

## Награды
- Герой Социалистического Труда (1957)
- Награждён орденом Ленина (1957)